# Temporada 1975-76 de los Kansas City Kings
La temporada 1975-76 fue la vigésimo octava de los Kings en la NBA, y la cuarta en Kansas City, ya desde esta temporada como sede única. La temporada regular acabó con 31 victorias y 51 derrotas, ocupando el octavo puesto de la Conferencia Oeste, no logrando clasificarse para los playoffs.

## Elecciones en elDraft
| Ronda | Puesto | Jugador        | Posición  | Nacionalidad   | Universidad      |
| ----- | ------ | -------------- | --------- | -------------- | ---------------- |
| 1     | 10     | Bill Robinzine | Ala-Pívot | Estados Unidos | DePaul           |
| 1     | 13     | Bob Bigelow    | Alero     | Estados Unidos | Pennsylvania     |
| 2     | 31     | Glenn Hansen   | Escolta   | Estados Unidos | Louisiana State  |
| 3     | 49     | Bob Guyette    | Ala-Pívot | Estados Unidos | Kentucky         |
| 8     | 139    | Jim Bostic     | Ala-Pívot | Estados Unidos | New Mexico State |

## Temporada regular
| División Medio Oeste | División Medio Oeste | División Medio Oeste | División Medio Oeste | División Medio Oeste | División Medio Oeste | División Medio Oeste | División Medio Oeste | División Medio Oeste |
| Equipo               | G                    | P                    | %                    | PD                   | Casa                 | Fuera                | Div                  |                      |
| -------------------- | -------------------- | -------------------- | -------------------- | -------------------- | -------------------- | -------------------- | -------------------- | -------------------- |
| y-Milwaukee Bucks    | 38                   | 44                   | .463                 | –                    | 22–19                | 16–25                | 13–8                 |                      |
| x-Detroit Pistons    | 36                   | 46                   | .439                 | 2                    | 24–17                | 12–29                | 12–9                 |                      |
| Kansas City Kings    | 31                   | 51                   | .378                 | 7                    | 25–16                | 6–35                 | 10–11                |                      |
| Chicago Bulls        | 24                   | 58                   | .293                 | 14                   | 15–26                | 9–32                 | 7–14                 |                      |

## Estadísticas
| Rk | Jugador        | Edad | P  | PT | MP   | TC  | TCI  | %TC  | TL  | TLI | %TL   | RO  | RD   | RT   | AS  | RB  | TAP | BP | FP  | PTS  |
| -- | -------------- | ---- | -- | -- | ---- | --- | ---- | ---- | --- | --- | ----- | --- | ---- | ---- | --- | --- | --- | -- | --- | ---- |
| 1  | Tiny Archibald | 27   | 78 |    | 40.8 | 9.2 | 20.3 | .453 | 6.4 | 8.0 | .802  | 0.9 | 1.9  | 2.7  | 7.9 | 1.6 | 0.2 |    | 2.2 | 24.8 |
| 2  | Sam Lacey      | 27   | 81 |    | 38.1 | 5.0 | 12.6 | .401 | 2.7 | 3.5 | .759  | 2.7 | 10.0 | 12.6 | 4.7 | 1.6 | 1.7 |    | 3.5 | 12.8 |
| 3  | Scott Wedman   | 23   | 82 |    | 36.2 | 6.6 | 14.4 | .456 | 2.3 | 3.0 | .780  | 2.4 | 5.0  | 7.4  | 2.4 | 1.3 | 0.4 |    | 3.4 | 15.5 |
| 4  | Jimmy Walker   | 31   | 73 |    | 34.1 | 6.3 | 13.0 | .483 | 3.2 | 3.7 | .865  | 0.7 | 1.8  | 2.4  | 2.4 | 1.2 | 0.2 |    | 2.5 | 15.7 |
| 5  | Ollie Johnson  | 26   | 81 |    | 26.5 | 4.3 | 8.4  | .513 | 1.5 | 1.8 | .839  | 1.4 | 3.0  | 4.4  | 1.8 | 0.8 | 0.5 |    | 2.7 | 10.1 |
| 6  | Larry McNeill  | 25   | 82 |    | 19.7 | 3.6 | 7.4  | .484 | 2.5 | 3.3 | .758  | 1.9 | 4.3  | 6.2  | 0.9 | 0.6 | 0.4 |    | 3.0 | 9.7  |
| 7  | Bill Robinzine | 23   | 75 |    | 17.7 | 3.1 | 6.7  | .459 | 1.9 | 2.6 | .732  | 1.7 | 3.0  | 4.7  | 0.8 | 1.1 | 0.1 |    | 3.9 | 8.0  |
| 8  | Glenn Hansen   | 23   | 66 |    | 17.3 | 2.6 | 6.4  | .412 | 1.3 | 1.8 | .726  | 1.2 | 1.7  | 2.8  | 1.0 | 0.7 | 0.2 |    | 2.2 | 6.5  |
| 9  | Matt Guokas    | 31   | 38 |    | 13.6 | 1.0 | 2.6  | .374 | 0.2 | 0.4 | .563  | 0.5 | 0.8  | 1.2  | 1.1 | 0.3 | 0.1 |    | 1.4 | 2.2  |
| 10 | Mike D'Antoni  | 24   | 9  |    | 11.2 | 0.8 | 3.0  | .259 | 0.2 | 0.2 | 1.000 | 0.4 | 1.1  | 1.6  | 1.8 | 1.1 | 0.0 |    | 2.0 | 1.8  |
| 11 | Len Kosmalski  | 24   | 9  |    | 10.3 | 0.9 | 2.2  | .400 | 0.4 | 0.8 | .571  | 1.0 | 1.8  | 2.8  | 1.3 | 0.3 | 0.4 |    | 1.2 | 2.2  |
| 12 | Lee Winfield   | 28   | 22 |    | 9.7  | 1.5 | 3.0  | .485 | 0.4 | 0.6 | .643  | 0.4 | 0.7  | 1.1  | 0.9 | 0.5 | 0.3 |    | 0.6 | 3.3  |
| 13 | Rick Roberson  | 28   | 74 |    | 9.6  | 1.0 | 2.4  | .406 | 0.6 | 1.4 | .408  | 1.0 | 2.1  | 3.1  | 0.7 | 0.2 | 0.2 |    | 1.7 | 2.5  |
| 14 | Bob Bigelow    | 22   | 31 |    | 5.3  | 0.5 | 1.5  | .340 | 0.8 | 1.1 | .727  | 0.3 | 0.6  | 0.9  | 0.3 | 0.1 | 0.0 |    | 0.6 | 1.8  |

## Galardones y récords
| Jugador        | Galardón                          |
| Nate Archibald | Mejor quinteto de la NBA All-Star |
| Scott Wedman   | All-Star                          |